# Джейден Деннс
Дже́йден Деннс (англ. Jayden Danns; нар. 16 січня 2006) — англійський футболіст, нападник клубу «Ліверпуль».

## Раннє життя
Даннс народився в Ліверпулі, а у віці восьми років приєднався до футбольного клубу «Ліверпуль». Його батько, Нілл Деннс, також раніше був вихованцем клубу. Він навчався в середній школі Рейнхілл, з якою у 2019 році виграв Кубок шкіл Мерсисайда серед учнів 8 класу.

## Клубна кар'єра
Даннс пройшов академію «Ліверпуля». Граючи на рівні U16, він страждав на хворобу Осгуда-Шлаттера.
Почав грати за команду «Ліверпуля» U18, коли йому було 16 років. Сезон 2023-24 років він розпочав у чудовій формі, забиваючи в кожному змагальному матчі за команду «Ліверпуля» U18 між серпнем і груднем 2023 року, загалом забивши дев'ять голів у семи іграх. Також забив чотири голи в трьох іграх Кубка Прем'єр-ліги U18 сезону 2023–24.
У вересні 2023 року дебютував на дорослому рівні в матчі Трофею футбольної ліги, вийшовши на заміну у другому таймі проти «Моркем».
21 лютого 2024 року дебютував у Прем'єр-лізі, вийшовши на заміну замість Луїса Діаса на 89-й хвилині переможного матчу над «Лутон Тауном» (4–1). 25 лютого провів 33 хвилини у фіналі Кубка футбольної ліги, в якому «Ліверпуль» переміг «Челсі» з рахунком 1–0. 15 березня 2024 року підписав новий контракт з «Ліверпулем».

## Кар'єра у збірній
У жовтні 2023 року його викликали до збірної Англії до 18 років.

## Особисте життя
Він є сином колишнього професійного футболіста Нілла Деннса. Його дідусь, якого також звали Нілл, був бек-вокалістом на конкурсі Євробачення 1987 року, а також чемпіоном Європи зі скейтбордингу.

## Нагороди та досягнення
«Ліверпуль»
- Володар Кубка Футбольної ліги: 2023–24[19]